# Красная пустыня
«Кра́сная пусты́ня» (итал. Il Deserto Rosso) — первый цветной полнометражный кинофильм режиссёра Микеланджело Антониони, вышедший на экраны в 1964 году. Приз «Золотой лев» XXV Венецианского кинофестиваля за лучший фильм (1964).

## Сюжет
Внутри Джулианы причудливо сочетаются страх, одиночество и тяга к любви. Пережившая аварию женщина чувствует себя опустошённой, ей неуютно в грязном, унылом мире. Долгие операторские планы показывают её хрупкую фигуру среди индустриального пейзажа. Джулиана движется почти на ощупь.
Единственное существо, к которому она чувствует привязанность, — её маленький сын Валерио. Одно время кажется, что её может понять деловой партнёр мужа — Коррадо Зеллер. Однако их мимолётная связь ничем не заканчивается.
Джулиана рассказывает своему сыну о чудесном южном острове, где живёт юная девушка и поют скалы. Придя вечером на причал, она просит служащего одного из кораблей увезти её отсюда. Но он не понимает её — они говорят на разных языках.
В заключительной сцене Джулиана указывает сыну на ядовитый дым, валящий из заводских труб, и замечает, что птицы (в отличие от людей) приспособились избегать того, что губительно для них.

## Авторский замысел

Городской пейзаж в фильме «Красная пустыня»

Мысль о создании этого фильма Антониони навеяло посещение индустриальных пригородов Равенны. По собственному признанию, вслед за Леже он увидел здесь совершенно преображённый человеком мир, наполненный своеобразной красотой, но лишённый привычных глазу координат (например, деревьев). Человеку рано или поздно придётся приспособиться к нему, однако пока не всем это удаётся. Муж и сын Джулианы чувствуют себя в этом мире вполне уютно: любимые игрушки сына — робот и волчок с гироскопом, который придаёт ему устойчивость. Нервное расстройство и душевная неустойчивость Джулианы — от отсутствия точек соприкосновения с этой современной реальностью и её обитателями.

## Кинематография
Для характеристики эмоционального состояния Джулианы режиссёр новаторски использовал цвет. При подготовке к съёмкам он писал о том, что собирается работать с цветом не как фотограф, а как художник: не слепо копировать цвета реальности — а создавать их по своей воле. Для этих целей съёмочная группа перекрашивала траву и деревья в нарочито серые или белёсые тона. Всплески полового влечения обозначены вторжением различных оттенков красного (напр., этого цвета перила кровати, на которой занимаются любовью Джулиана и Коррадо, а аналогичные перила в её собственном доме — бледно-голубые). Жёлтым цветом обозначены ядовитый дым фабричных труб и флаг на поражённом болезнью корабле. Просыпаясь после ночи любви с Коррадо, Джулиана обнаруживает, что белые стены его гостиничного номера стали нежно-розовыми — как раз такого цвета был песок на острове, о котором она мечтательно рассказывала сыну. Душевное состояние героини, помимо тщательно подобранной цветовой гаммы, характеризуют тревожные гудки пароходов и неестественные металлические звуки загадочного происхождения.

## Интересные факты
Для британского актёра Ричарда Харриса съёмки в фильме стали настоящей катастрофой. Помимо того, что Микеланджело Антониони не знал ни слова по-английски, между ними постоянно происходили споры о том, как Харрису следует играть ту или иную сцену. Также во время съёмок Харрис экспериментировал с ЛСД, что затрудняло съёмочный процесс. Однажды римская полиция поймала Харриса, карабкающегося по знаменитому фонтану Треви, после чего отвезла в отель, где он, будучи в изменённом состоянии сознания под действием наркотика, разбил кулаками несколько стёкол. Взаимопонимание между актёром и режиссёром так и не было достигнуто, и Харрис незадолго до окончания съёмок без предупреждения улетел из Италии. Был срочно найден похожий на него по телосложению актёр, которого снимали со спины и издалека. На стадии постпродакшна все реплики Харриса продублировал итальянский актёр.

## В ролях
- Моника Витти — Джулиана
- Ричард Харрис — Коррадо Зеллер
- Карло Кьонетти — Уго
- Ксения Вальдери — Линда
- Рита Ренуар — Эмилия
- Лили Реймс — жена оператора телескопа
- Альдо Гротти — Макс
- Валерио Бартолески — сын Джулианы
- Эмануэла Паола Карбони — девочка из сказки
- Бруно Борги
- Беппе Конти
- Джулио Котиньоли
- Джованни Лолли
- Хирам Мино Мадониа
- Джулиано Миссирини — оператор радиотелескопа

## Награды
- 1964 — два приза Венецианского кинофестиваля: «Золотой лев» и приз ФИПРЕССИ (оба — Микеланджело Антониони)
- 1965 — премия Итальянского национального синдиката киножурналистов («Серебряная лента») за лучшую цветную операторскую работу (Карло Ди Пальма)